# Pozsálló
A Pozsálló (szlovák nevén Skalisko), a Gömör-Szepesi Érchegység egyik csoportját alkotó Rozsnyói-hegység második legmagasabb hegycsúcsa. Magassága 1293 méter. Más magyar nevei: Pozsáló, Ökör-hegy, Volovec. A hegycsúcs tetején (a fenyőerdők, valamint a törpefenyők felett) - valószínűleg a korábbi legeltetések miatt - már nem található erdő, tiszta időben jól kivehetők a Magas-Tátra vonulatai is. A legközelebbi várostól, Rozsnyótól kb. 8 km-re északkeletre, a magyar határtól légvonalban 20 km-re fekszik.
1938-tól Kárpátalja visszafoglalásáig, az első bécsi döntéssel, Magyarország legmagasabb pontja volt.

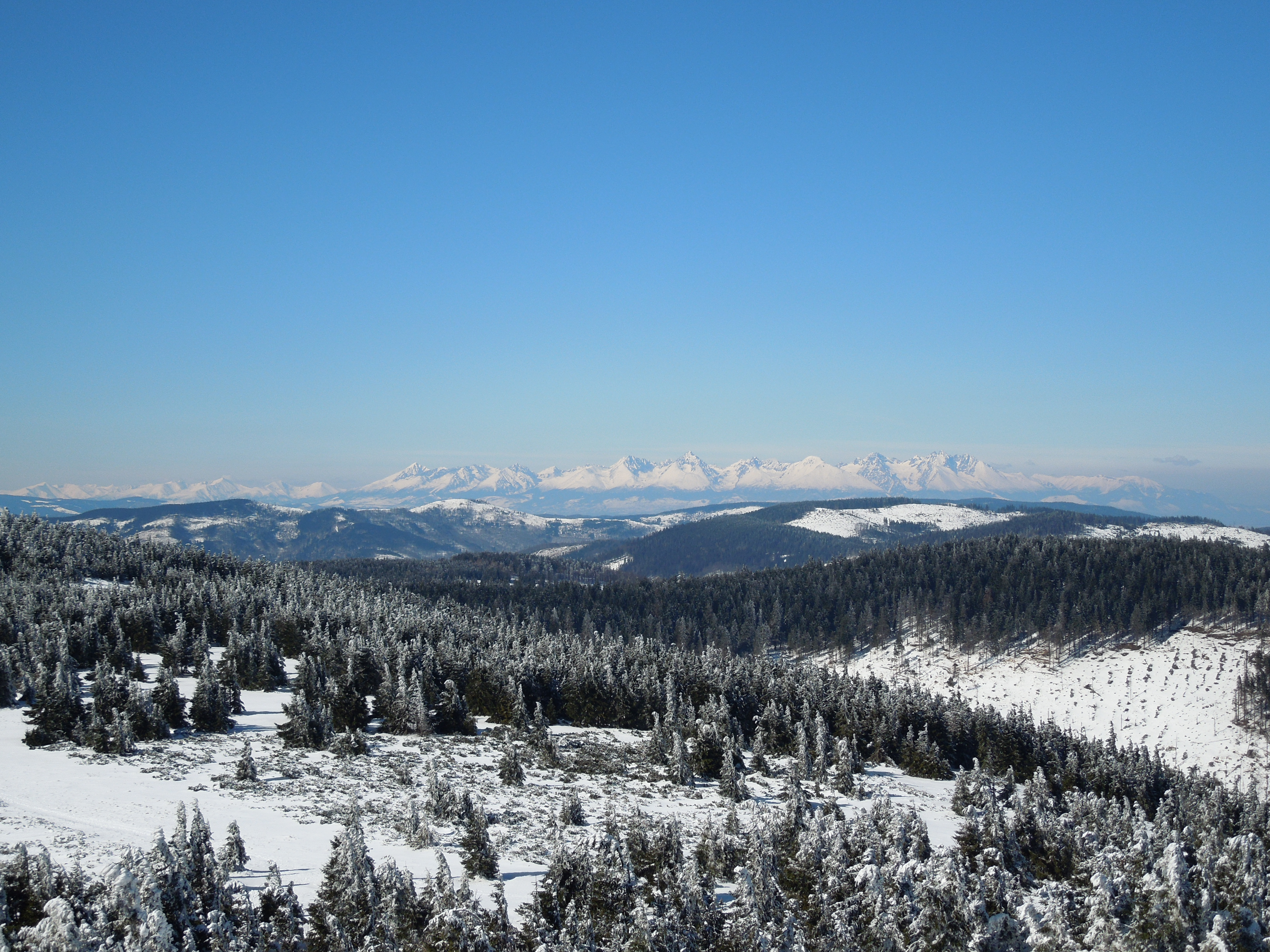
Kilátás a Pozsállóról a Magas-Tátrára

## Turizmus
Minden égtáj felé szép kilátást nyújt, innen látható a Rozsnyói-medence fölé emelkedő Gömör-Tornai karszt, mögötte a Bükk hegység, észak felé a magasabb vonulatok, az Alacsony-Tátra, a Káposztafalvi karszt és a Magas-Tátra is. A Pozsálló délnyugati lejtőjén menedékház található, ez az év nagy részében nyitva áll a kirándulók előtt. Jelzett turistautakon át - a legrövidebb úton Csucsom településről - megközelíthető, a turistautak kereszteződése a menedékház közelében található:
- a piros turistajelzést követve:
  - északnyugatról a Súľová-nyeregtől a Čertova hegyen és a Volovec-nyergen át
  - délkeletről az Úhornianske-nyeregtől a Biele-nyergen és a Krivé-nyergen át
- zöld turistajelzést követve:
  - délről Csucsom faluból indulva
  - északról a Henclófalvától a Volovec-nyergen át
- sárga turistajelzést követve Betlérből a voloveci menedékházon túl[5]

## Galéria

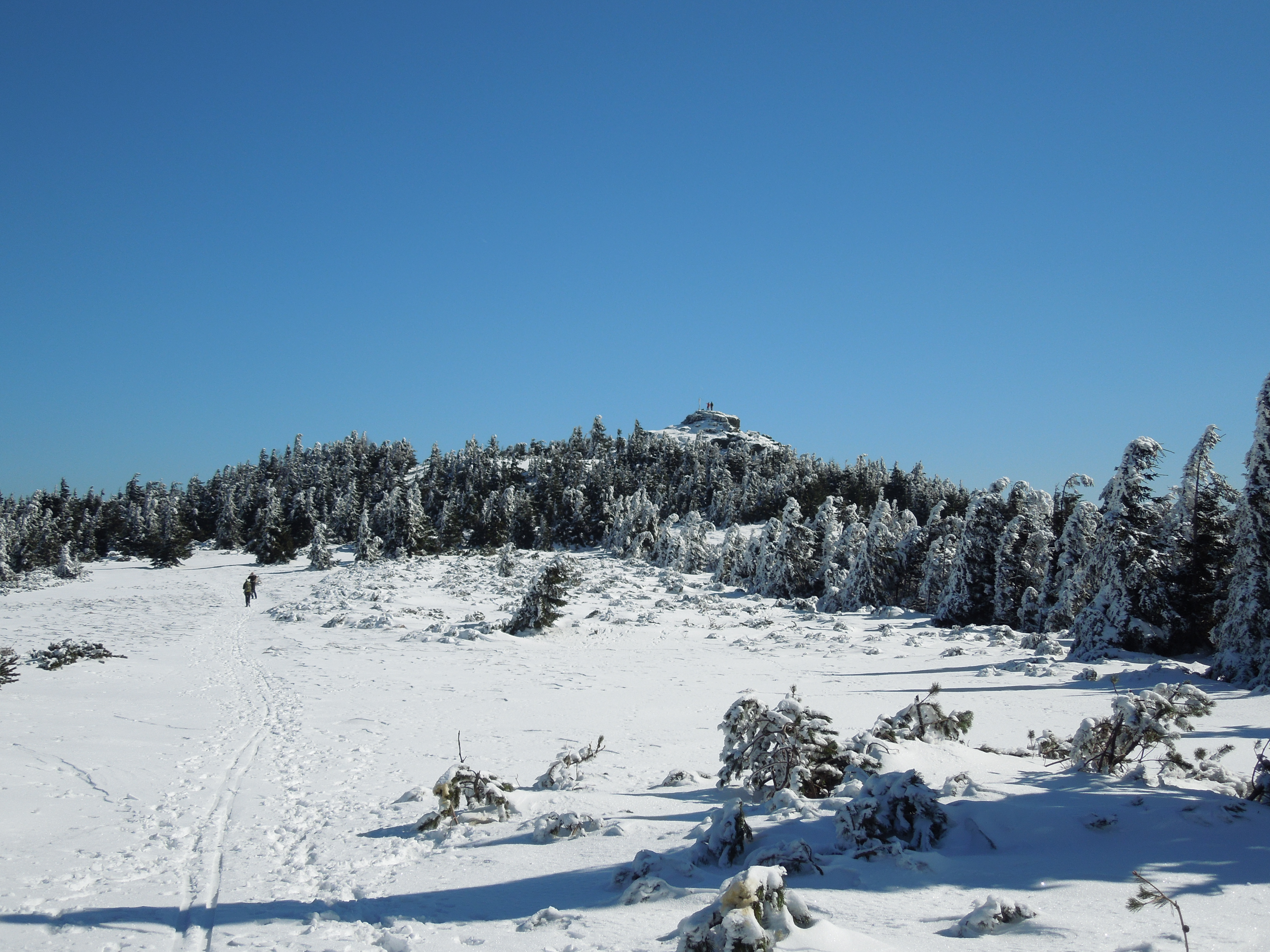
Volovec felől a Pozsálló csúcsa (2015 március)
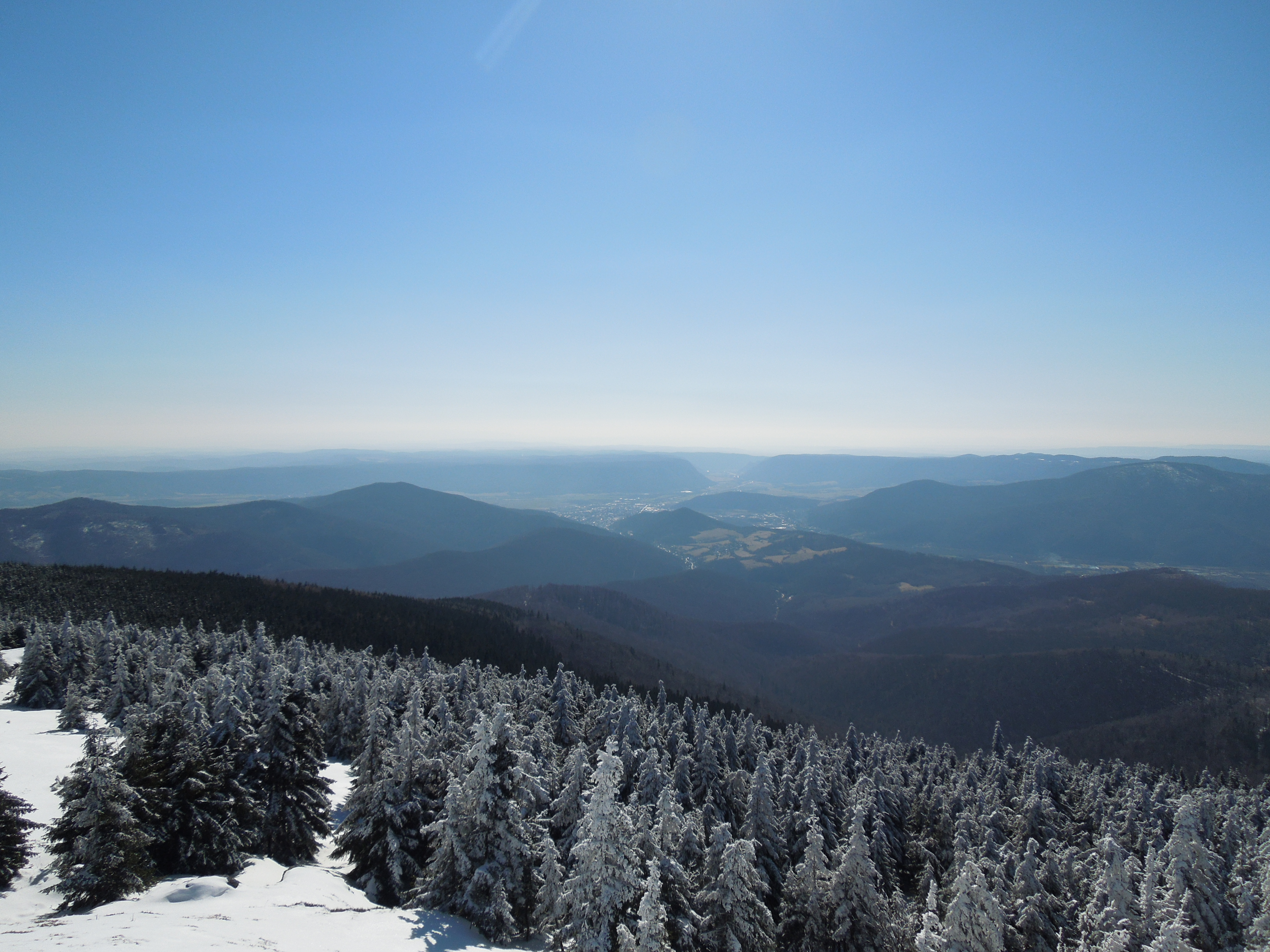
Kilátás délnyugat felé a Rozsnyói-medencére a Pozsállóról
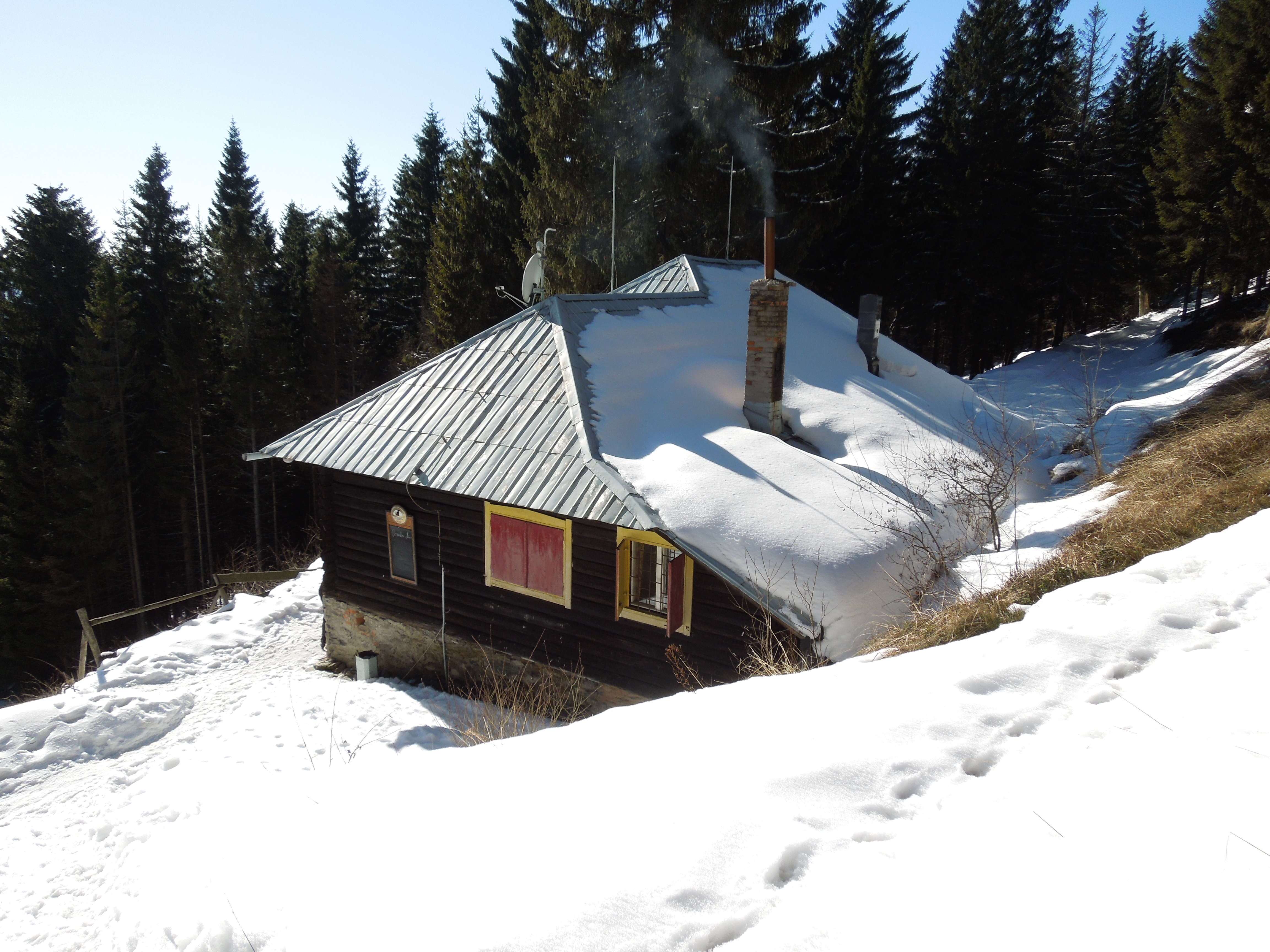
A Volovec oldalában álló menedékház a Pozsállóról
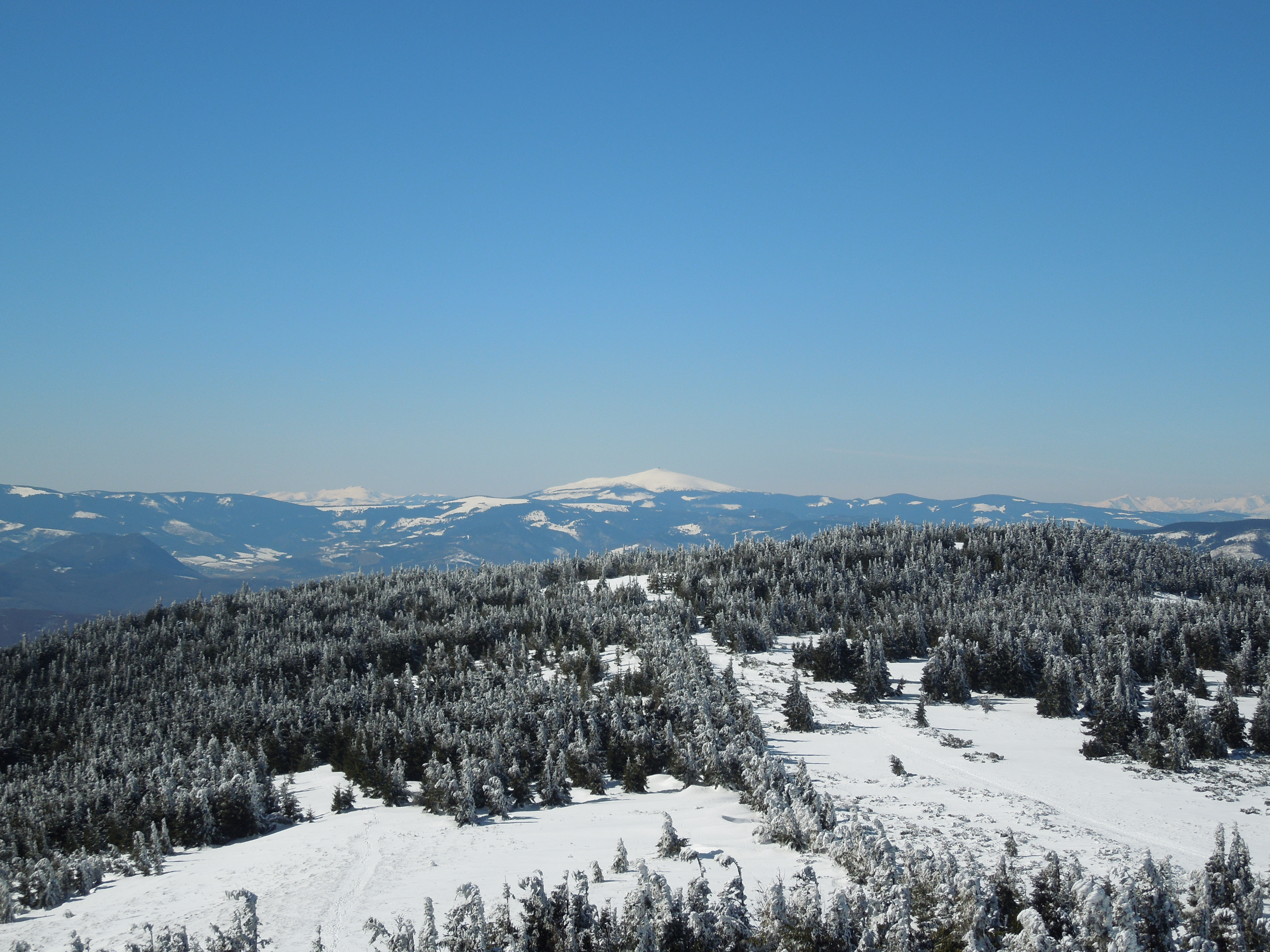
Kilátás észak felé az Alacsony-Tátra Király-hegyére
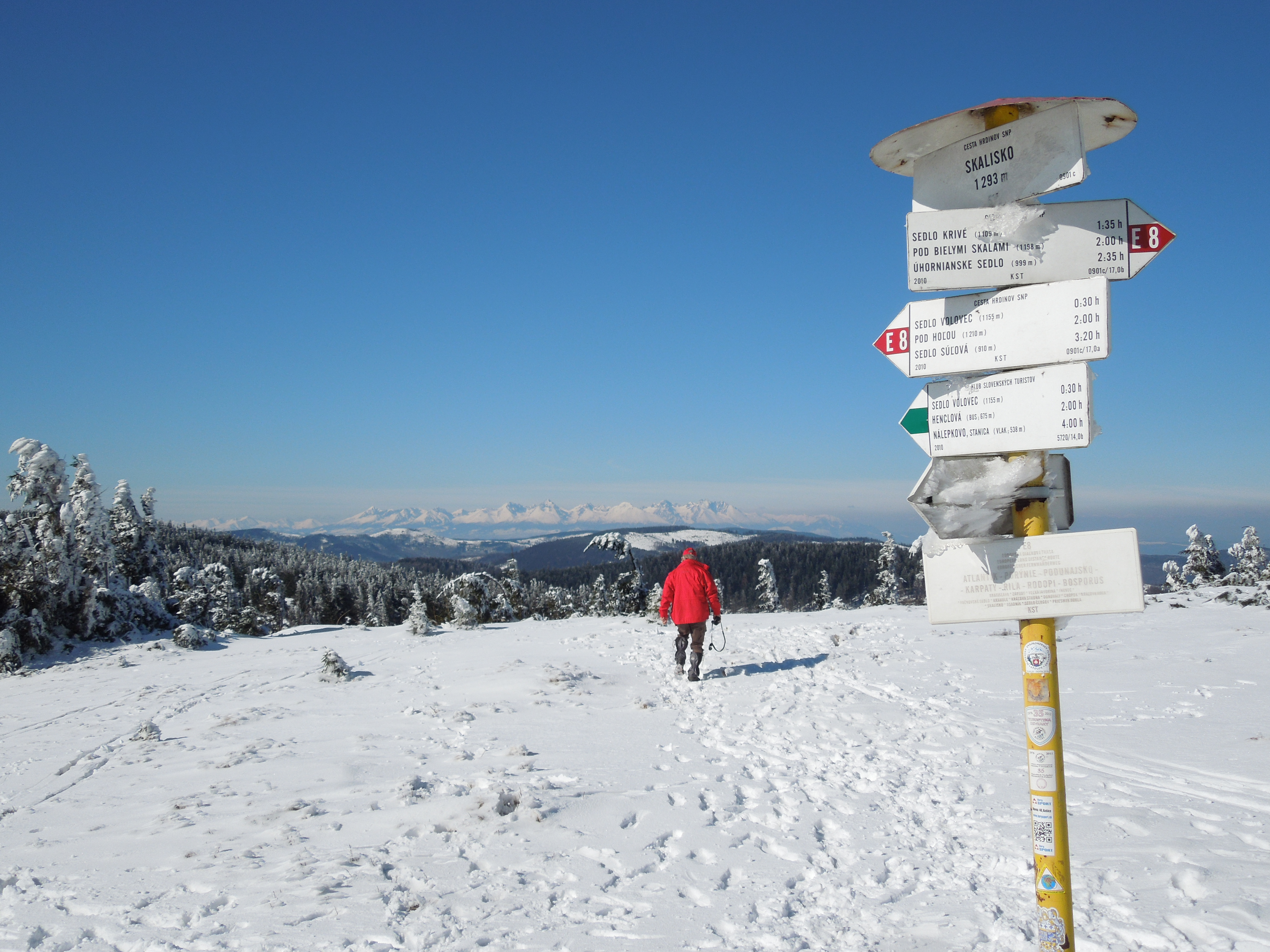
Turistatábla a Pozsállón
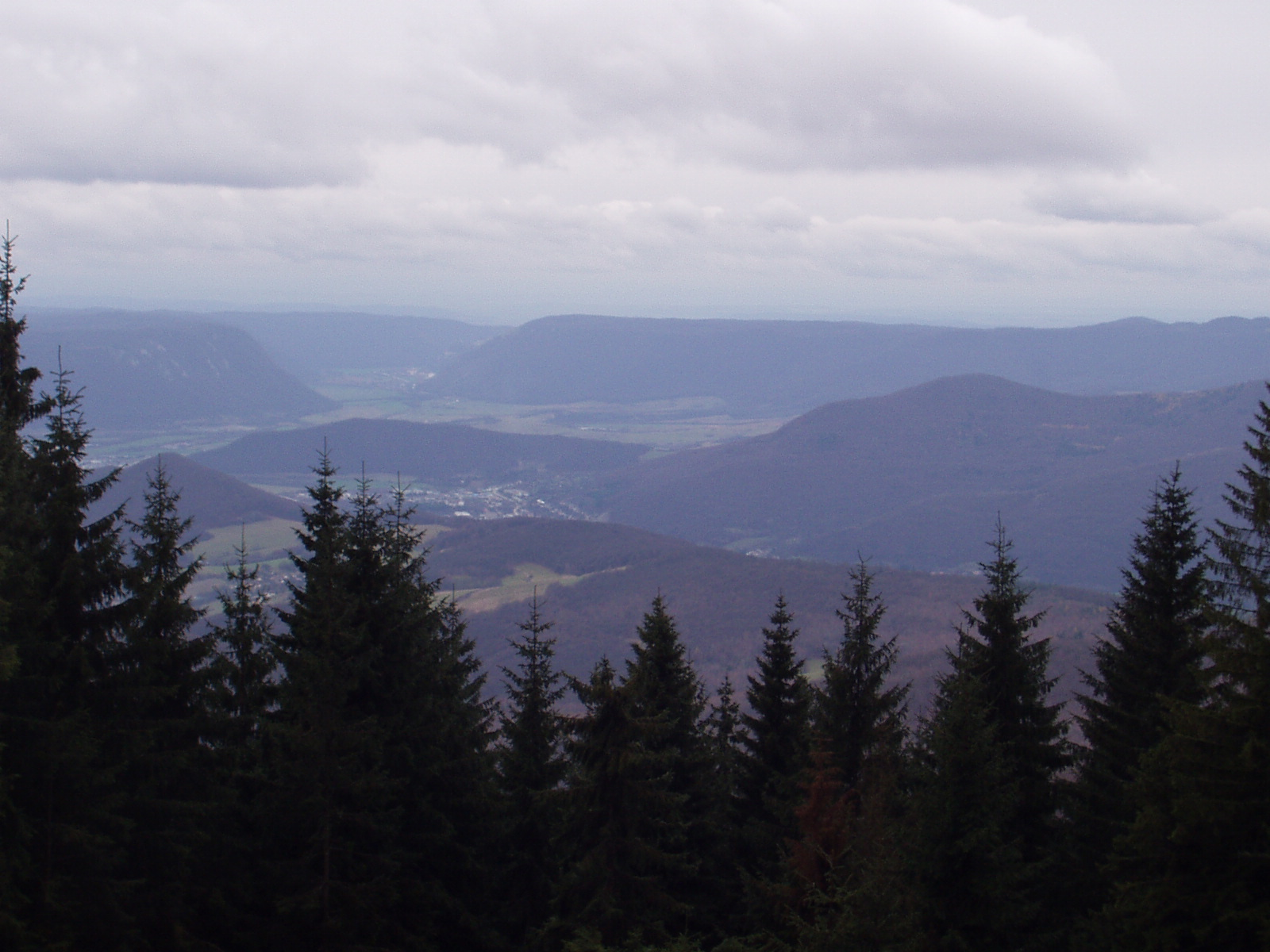
Kilátás a menedékházból a Rozsnyói-medencére, a Szilicei-fennsíkra és a Pelsőci-fennsíkra
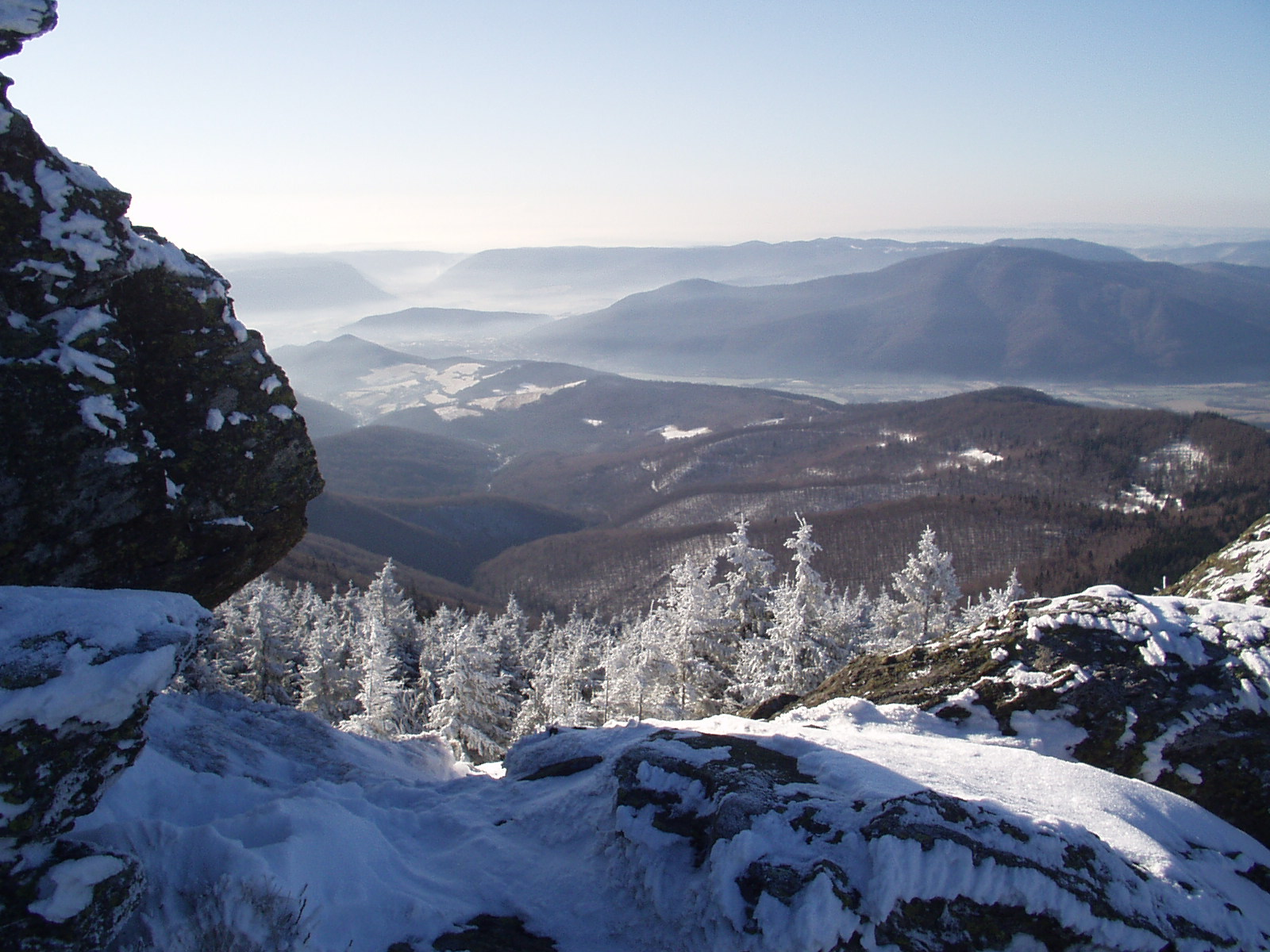
Kilátás a Szlovák-karszt Nemzeti Parkra
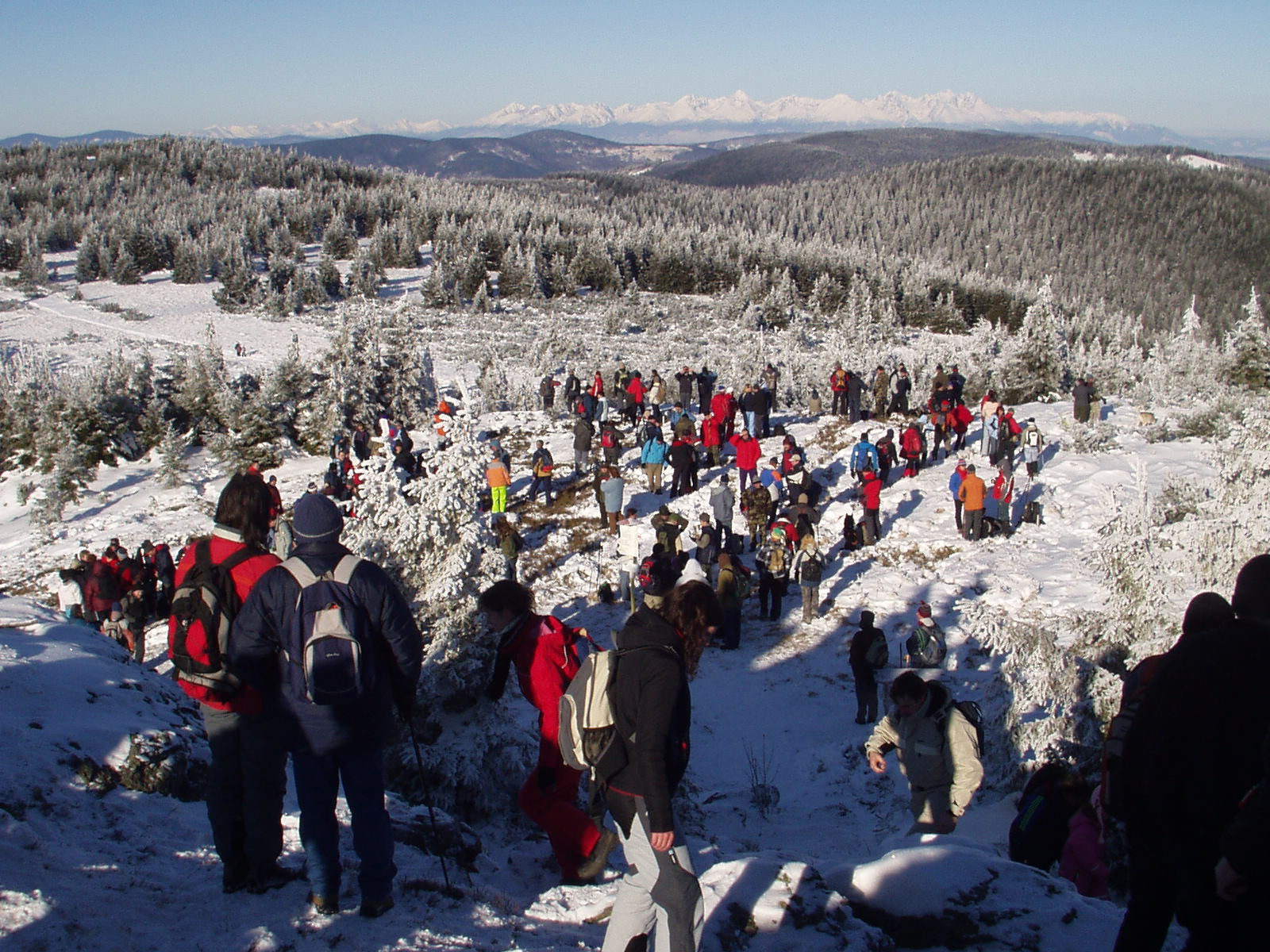
Kilátás a Magas-Tátrára